# Andalúz nyelvjárás

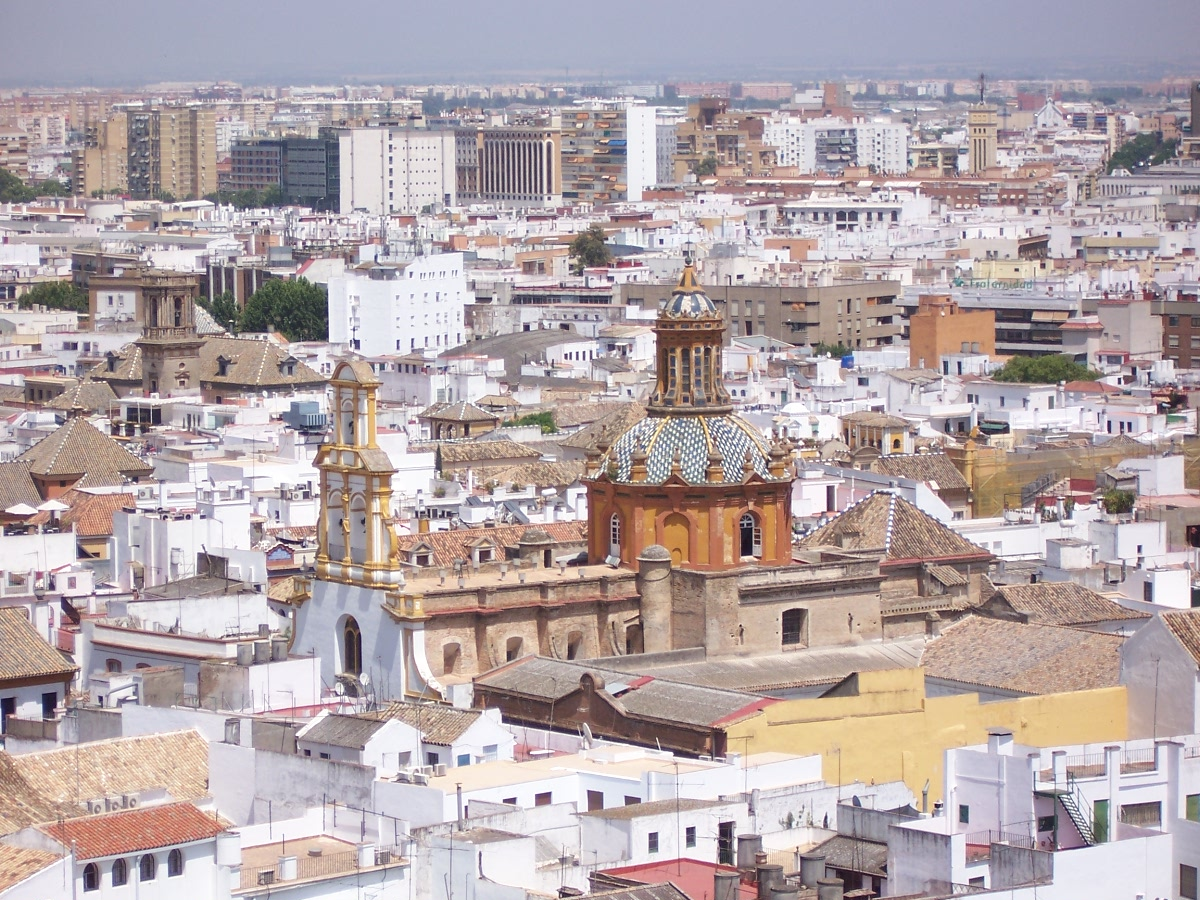
Sevilla, Andalúzia fővárosa volt a középkori hódítások kulturális központja, nyelvi normája meghatározó szerepet játszott az amerikai spanyol nyelvjárások kialakulásában.

Az andalúz nyelvjárás (spanyolul dialecto andaluz, nyelvjárásban l’andalú) a legdélebbi spanyol nyelvjárás(csoport), amelyet Andalúziában, valamint a Spanyolországhoz tartozó észak-afrikai autonóm városokban (Ceuta, Melilla) használnak. Nem teljesen egységes nyelvjárás, azonban jellegzetes hangtani sajátosságai élesen elkülönítik a többitől. Két fő aldialektus-csoportra oszlik, ezek a keleti és a nyugati.
Az andalúz nacionalizmus hívei a nyelvjárást önálló nyelvnek tartják, de az elismertetési kísérletek ezidáig sikertelenek maradtak.

## Történeti áttekintés
A többi spanyol nyelvjáráshoz hasonlóan az ókasztíliaiból alakult ki a középkorban a reconquista során. Történelmi jelentőségű nyelvjárás, egyrészt, mivel a 15. században a sevillai nyelvi normának meghatározó szerepe volt az amerikai spanyol nyelvváltozatok kialakulásában (szintén andalúz volt Antonio de Nebrija, az első spanyol nyelvtan megírója), másrészt Andalúzia kulturális, népi és zenei hagyományai miatt. Az andalúz főként hangtanában különbözik a sztenderd spanyol nyelvváltozatoktól, létrejöttében valószínűleg szerepet játszott a mozarab nyelv. Az andalúz nyelvjáráshoz nagyon hasonlóak a Kanári-szigeteken, Karib-térségben, valamint Dél-Amerika partmenti területein beszélt nyelvváltozatok.

## Hangtani sajátosságok
Az andalúz legfőbb sajátossága, hogy – a műveltebb beszélőktől eltekintve – a szóvégi mássalhangzókat, illetve bizonyos szóközi mássalhangzót nem ejtenek ki; leginkább az s elhagyása vagy gyenge aspirátává alakulása jellemző szóvégi, illetve mássalhangzó előtti helyzetben. Ezen kívül egyéb jellegzetességek is megfigyelhetőek: ilyenek az l és r összekeverése, az s, illetve a z, vagy e, i előtt a c betűkkel jelölt hangok azonos ejtése (seseo és ceceo), a magánhangzók közötti d teljes elhagyása, legfőképpen az -ado, -ada végződésben, amely népies nyelvben az írásban is megjelenik: cantao (cantado), salá (salada). A j, illetve e, i előtt a g betűvel is jelölt [x] hang egyszerű aspirált [h]-ként valósul meg. A nyugati tájszólásokban a ch-t nem ’cs’-nek, hanem magyar ’s’-nek ejtik.  A hangsúlyos magánhangzókat hosszan ejtik. A nem ejtett mássalhangzók (főleg az s) meglétét a nyugati tájszólásokban a környezetükben lévő hangok megváltozása – az utána álló mássalhangzó hosszú (esetleg aspirált) ejtése, a szóvégi magánhangzó megnyílása vagy nazalizálása, stb. jelzi: például tiene [ˈtjɛːne] ’neki van’ és tienes [ˈtjɛːnɛ] ’neked van’, piropo [piˈroːpo] ’bók’ és piropos [piˈroːpɔ] ’bókok’.
A fent leírt közös jellemzőkön túl a keleti és nyugati változatok között az egyik legfőbb különbség, hogy míg keleten többnyire megkülönböztetik egymástól a kétféle ’sz’ hangot (mint a spanyolországi sztenderd nyelvváltozatban), a nyugati városokban – a fővárosban, Sevillában is – mindkettőt magyar ’sz’-nek ejtik az amerikai nyelvváltozatokhoz hasonlóan. A két aldialektuscsoport között szintén különbség van a nem ejtett ’sz’ előtti magánhangzók színezetében.

## Nyelvtan és helyesírás
A nyelvtan vonatkozásában az andalúz sem tér el jelentősen a spanyol köznyelvtől. Az egyetlen lényeges eltérés a többes szám második személyű névmás és igealak használatában van: míg a nyugati nyelvjárásterületen a vosotros, -as helyett az ustedes használatos (akárcsak Latin-Amerikában) harmadik személyű igével, addig keleten a hagyományos vosotros, -as forma él. Az andalúz nyelvjárás nem rendelkezik hivatalos önálló helyesírással, bár voltak már próbálkozások – nem is egy esetben – normatív, a kiejtést a lehető legpontosabban visszaadó helyesírás bevezetésére.

## Lásd még
- Spanyol nyelvjárások
- A spanyol nyelv története